# Rudi Vervoort
Rudi Vervoort (Sint-Agatha-Berchem, 20 november 1958) is een Belgisch politicus van de PS en is sinds 2013 minister-president van het Brussels Hoofdstedelijk Gewest.

## Levensloop
Als kind van een Franstalige moeder en een Nederlandstalige vader spreekt hij naast zijn moedertaal Frans ook Nederlands. Hij studeerde in 1981 af als licentiaat in de rechten aan de ULB, waar hij tijdens zijn studententijd preses van de faculteitskring rechten was.
Op 22-jarige leeftijd sloot Vervoort zich aan bij de PS. Van 1982 tot 1989 werkte Vervoort als assistent van François Guillaume, burgemeester van Evere. Toen Guillaume minister in de Franse Gemeenschapsregering was, was Vervoort van 1989 tot 1991 diens kabinetssecretaris. Vervolgens was hij van 1991 tot 1999 directeur van de juridische dienst van het Office de la Naissance et de l'Enfance, de Franstalige tegenhanger van Kind en Gezin.
In oktober 1988 werd hij verkozen tot gemeenteraadslid van Evere. Van 1993 tot 1998 was hij er schepen van Financiën, Cultuur, Onderwijs en Sport en in februari 1998 volgde hij François Guillaume op als burgemeester, een functie die hij tot in december 2024 uitoefende. Vanaf het begin van zijn Brusselse minister-presidentschap in mei 2013 was hij titelvoerend burgemeester en werd hij als waarnemend burgemeester vervangen door respectievelijk Pierre Muylle (2013-2018), Christian Béozière (2018-2020) en Ridouane Chahid (2020-2024). Bij de gemeenteraadsverkiezingen van oktober 2024 was Vervoort niet langer kandidaat voor het burgemeesterschap en kwam hij op als lijstduwer voor de Lijst van de Burgemeester. Hij raakte nog verkozen als gemeenteraadslid, maar besloot te verzaken aan zijn mandaat en de lokale politiek te verlaten.
In juni 1999 werd Vervoort voor het eerst verkozen in het Brussels Hoofdstedelijk Parlement en werd er onmiddellijk fractievoorzitter voor zijn partij,. een functie die hij uitoefende tot in mei 2013. Ook zetelde hij van 2004 tot 2013 in het Parlement van de Franse Gemeenschap. Daar zetelde Vervoort van 2004 tot 2013 in de commissie Hoger Onderwijs (tot 2009 eveneens bevoegd voor Wetenschappelijk Onderzoek) en van 2004 tot 2009 in de commissie Internationale Betrekkingen en Europese Aangelegenheden.
In mei 2013 volgde hij Charles Picqué op als minister-president van het Brussels Hoofdstedelijk Gewest. Als fractieleider in het Brussels Hoofdstedelijk Parlement werd hij opgevolgd door Philippe Close. Zowel na de verkiezingen van 25 mei 2014 als die van verkiezingen van 26 mei 2019 kon hij minister-president blijven. Als minister-president werd hij tevens bevoegd voor Toerisme, Stadsvernieuwing, Territoriale Ontwikkeling, Preventie en Veiligheid. Tot 2019 was hij tevens belast met Plaatselijke Besturen.
Van 2011 tot 2013 was hij tevens de voorzitter van de PS-federatie van het Brussels Hoofdstedelijk Gewest en van 2012 tot 2013 nationaal vicevoorzitter van de partij.

## Ereteken
- 2019: Grootofficier in de Leopoldsorde[6]